# هورمون رشد
هورمون رشد انسان (به انگلیسی: Human Growth Hormone) (مخفف انگلیسی: HGH) معروف به "سوماتوتروپین" هورمونی است که از هیپوفیز پیشین آزاد می‌شود. هورمون رشد یا سوماتوتروپین ساختمانی پروتئینی دارد. به‌طور کلی هدف این هورمون، افزایش بیوسنتز پروتئین در سلول‌های بدن است. طبق تحقیقاتی که انجام شده‌است، محققان به این نتیجه رسیدند که GH اثر خود را با استفاده از انواعی از پروتئین‌ها تحت عنوان سوماتومدین‌ها به سلول‌ها القا می‌کند چراکه با القای هورمون رشد به سلول در شرایط برون‌تنی (In vitro) تغییر زیادی در رشد آن‌ها مشاهده نگردید.
همچنین تحقیقات نشان داده‌است که ورزش به خصوص اگر همراه با حرکات دست‌ها باشد، می‌تواند محرک تولید GH باشد. (یکی از دلایل رشد قدی بسکتبالیست‌ها شاید همین موضوع باشد). میزان ترشح هورمون رشد در کودکان در ساعات اولیهٔ خواب، بسیار زیاد است بنابراین کودکی که دچار کمبود خواب یا بی‌نظمی در خواب باشد، در رشد او اختلال رقم می‌خورد.

## مکانیسم اثر
هورمون رشد در متابولیسم پروتئین، کربوهیدرات و لیپیدها دخالت دارد و هدف نهایی آن افزایش بیوسنتز پروتئین‌ها در سلول است تا بدین وسیله، سبب رشد ابعادی و تعدادی سلول‌ها شود. همچنین این هورمون سبب تحریک صفحات رشد استخوان‌های طویل، پیش از سن بلوغ می‌شود اما پس از سن بلوغ به دلیل استخوانی شدن این صفحات، رشد استخوان‌ها به صورت قطری ادامه خواهد داشت. هورمون رشد علاوه بر افزایش قد، اثرگذاری‌های دیگری نیز دارد:
- کاهش جذب گلوکز توسط کبد
- کاهش گلوکونئوژنز در کبد
- نقش داشتن در هومئوستازی

## اثر هورمون رشد بر متابولیسم پروتئین
این هورمون سبب افزایش جذب اسیدهای آمینه توسط سلول‌های بدن و تجمع آن‌ها در سلول‌ها می‌شود. به عبارتی نفوذپذیری غشای سلول‌ها را نسبت به اسیدهای آمینه افزایش می‌دهد که این کار با همکاری و در حضور انسولین انجام می‌شود.

## اثر هورمون رشد بر متابولیسم کربوهیدرات‌ها و لیپیدها
یکی از مهم‌ترین کربوهیدرات‌ها گلوکز است و بدن از آن برای ساخت آدنوزین تری‌فسفات (ATP) استفاده می‌کند. هورمون رشد تا آن‌جایی که امکان دارد دستور عدم مصرف گلوکز توسط سلول را می‌دهد (البته سلول‌های عصبی از این قاعده مستثنی هستند چراکه فقط از گلوکز برای ساخت ATP استفاده می‌کنند). بنابراین غلظت گلوکز در خون بالا می‌رود و ممکن است در اثر پرکاری هیپوفیز نوعی دیابت، به‌نام دیابت هیپوفیزی در بدن رخ دهد. هورمون رشد دستور تجزیهٔ لیپیدها (لیپولیز) را به سلول‌ها می‌دهد تا اسیدهای چرب حاصله را به ATP تبدیل کرده و به مصرف خود برسانند.

## سوماتوتروپین و سوماتروپین
سوماتروپین فرم نوترکیب سوماتوتروپین است که استفاده‌های درمانی و تجویزی دارد. سوماتروپین برای اختلالات رشدی کودکان (ناشی از کمبود هورمون رشد) یا کمبود این هورمون رشد در بزرگسالان استفاده می‌شود. این هورمون همچنین در میان ورزشکاران نیز استفاده می‌شود که حرف و حدیث در این باب بسیار است.

## گلوکونئوژنز
فرایند تبدیل مواد غیر کربوهیدراتی به گلوکز را گلوکونئوژنز می‌گویند. این فرایند در کبد و در زمان کمبود گلوکز خون رخ می‌دهد. همان‌طور که گفته شد، هورمون رشد دستور عدم استفاده سلول‌ها از گلوکز را می‌دهد تا غلظت گلوکز خون همواره بالا باشد و بدین واسطه، جلوی فرایند گلوکونئوژنز را می‌گیرد.

## اختلالات ترشح
اختلالات ترشح این هورمون با توجه به گسترده بودن اثرات آن باعث بیماری‌های مختلفی می‌شود مثلاً افزایش هورمون رشد در کودکی موجب ژیگانتیسم، در بزرگسالی موجب درشت‌پایانکی (آکرومگالی) و کمبود هورمون رشد در کودکی موجب کوتولگی (نانیسم) می‌شود.

## جستارهای پیوسته
هیپوفیز
گلوکونئوژنز
درشت‌پایانکی